# Ilex tepuiana
Ilex tepuiana är en järneksväxtart som beskrevs av Julian Alfred Steyermark och Edwin. Ilex tepuiana ingår i släktet järnekar, och familjen järneksväxter. Inga underarter finns listade i Catalogue of Life.